# Княгиничев, Михаил Иванович
Михаил Иванович Княгиничев (1903—1980) — биохимик, агрохимик, сотрудник Н. И. Вавилова, основной автор рецептуры блокадного хлеба.

## Биография
Родился в 1903 в Самаре в семье рабочего. В 1925 году окончил Ленинградский сельскохозяйственный институт. 
1 сентября 1925 года поступил на работу во Всесоюзный институт прикладной ботаники и новых культур, занимался биохимией растений. В 1925–1933 годах заведующий химической лабораторией массовых анализов, которую он организовал в Детском Селе. В Всесоюзном институте растениеводства (ВИР) он выполнил ряд работ, позволивших усовершенствовать методы биохимического анализа, а именно: 
- микрометод определения азота в одном зерне без повреждения его всхожести;
- метод экстрагирования белков зерновых культур с помощью одного растворителя;
- метод определения клетчатки;
- метод разделения крахмального зерна на составные части;
- метод определения золы в растениях и некоторые другие.

Разработанные Княгиничевым методы составили отдельную главу «Методы анализа и организации труда, учета и контроля в химических лабораториях растительного сырья»  в руководстве «Методика сортоиспытания главнейших сельскохозяйственных культур» (1936). 
М. И. Княгиничев вскрыл ключевые биохимические аспекты  изменчивости биохимического состава семян культурных злаков, бобовых и других сельскохозяйственных растений. Он установил характер колебаний содержания белка в отдельных зернах различных видов пшениц, ячменя и сортам гороха. Им была описана изменчивость содержания белка в зёрнах мягких и твердых пшениц в зависимости от мест культирования, и на основе многолетних данных составлены для территории СССР карты содержания белка в зерне пшеницы. Княгиничев предложил новый способ оценки сортов культурных растений по биохимическому составу зерна. Он выявил различия характеристик белков в зерне мягких и твердых пшениц и крахмала зерновых и зернобобовых культур. 
В 1935 году Княгиничеву присуждена степень кандидата химических наук без защиты диссертации. 
В начале 1940-х годов изгнан из ВИРа новым директором И. Г. Эйхфельдом, сменившим арестованного Н. И. Вавилова.  
1940 году защитил диссертацию «Биохимия зерна различных сортов и видов пшениц» на соискание ученой степени доктора сельскохоз. наук в Ленинградском сельскохозяйственном институте (ЛСХИ).
К началу Великой Отечественной войны работал в лаборатории при Ленинградском тресте хлебопечения. Он был основным автором рецепта блокадного хлеба. Вместе с П. М. Плотниковым, З. И. Шмидт и другими специалистами Княгиничев под бомбежкой и обстрелами разрабатывал рецептуру блокадного хлеба и технологии его выпечки, искал заменители муки и масла.
В 1944 году был профессором кафедры органической и биологической химии Ленинградского государственного педагогического института им. А. И. Герцена.
Во время войны был ранен, это сказалось на разборчивости речи во время лекций студентам, но по воспоминаниям слушателей, дефект речи восполнялся страстностью и увлеченностью лектора.  
1 апреля 1946 года на базе лаборатории городского Треста хлебопечения, что находилась при хлебзаводе им. Бадаева, было создано Ленинградское отделение Всесоюзного научно-исследовательского института хлебопекарной промышленности (ЛО ВНИИХП). М. С. Княгиничев проработал в нём с момента основания и 1951 года. Крупный специалист в области биохимии зерна пшеницы, ржи, риса и ряда крупяных культур, за годы работы в ЛО ВНИИХП. Он разработал методику получения препаратов с ароматом ржаного солода и ржаных сухарей, внедрил способ определения органических кислот в заквасках и хлебной продукции, охарактеризовал биохимические свойства микрофлоры ржаных заквасок. Княгиничев был популяризатором успехов биохимии хлебопечения, он опубликовал около 160 научных статей и прочитал большое число лекций. 14 декабря 1951 года ушёл полностью на преподавательскую работу.  
С 1946 года заведовал кафедрой органической химии ЛенСХИ.
Профессор Ленинградского технологического института холодильной промышленности (ЛТИХП).
С 1951 года заведовал кафедрой органической химии Ленинградского технологического института пищевой промышленности, в 1959 году институт возвращен в Воронеж.
В 1955 году подписал «Письмо трёхсот» в ЦК КПСС, ставшее впоследствии причиной отставки Т. Д. Лысенко с поста президента ВАСХНИЛ.
С 1960 по 1973 год заведовал кафедрой органической, физической и коллоидной химии ЛТИХП, располагавшегося по адресу ул. Ломоносова д. 9. В 1973 году вышел на пенсию. 
В 1980-м году погиб, попав под троллейбус.

## Научные труды
- Княгиничев М. И.  Основы качества пшеничного хлеба: (Качество муки и хлеба в зависимости от сорта, происхождения и др. причин); Всес. акад. с.-х. наук им. В. И. Ленина. Всес. ин-т растениеводства. Сектор сортоиспытания. - [Ленинград] : Ленснабтехиздат, 1933 (тип. им. Лоханкова). - Обл., 50 с.
- Княгиничев М. И. Биохимия пшеницы: Качество зерна пшеницы в зависимости от сорта и условий возделывания. - Москва ; Ленинград : Сельхозгиз, 1951. - 416 с.

### Воспоминания
- Княгиничев М. И. Памяти профессора Н. Н. Иванова (1884-1940) // Природа. 1941. № 4.
- Княгиничев М. И.  Тематика института была подчинена практическим задачам Публикуется по кн.: Рядом с Н. И. Вавиловым. С. 94—96. перепечат.: Николай Иванович Вавилов. Очерки, воспоминания, материалы. Состав.: Ю. Н. Вавилов (при участии Е. С. Левиной), В. Д. Есаков, М.: Издательство «Наука», 1987. C. 172-175

## Награды
- Медаль «За оборону Ленинграда»[10],
- Медаль «За доблестный труд в Великой Отечественной войне 1941—1945 гг.»[10]

## Комментарии
1. ↑  По другим сведениям, Княгиничев  возглавлял отдел биохимии зернобобовых ВИРа с 1925 по 1942 год[3]. Название отдела и сроки работы требуют уточнения, так как по сведениям Марка Поповского Княгиничев был уволен с приходом на пост директора ВИРа И. Г. Эйхфельда[4], а к началу ВОВ он уже работал в лаборатории Ленинградского Треста хлебопечения[5]. Сам М. И. Княгиничев в своем выступлении "Тематика института была подчинена практическим задачам" сообщал, что "Отдел биохимии <ВИР> разделялся на лаборатории: зерновых и зернобобовых, масличных..."[3], из чего следует, что правильное название его последнего места работы в ВИР "лаборатория биохимии зерновых и зернобобовых".